# Ann Kirkpatrick
Ann Leila Kirkpatrick (McNary, 24 marzo 1950) è una politica e avvocato statunitense, membro della Camera dei Rappresentanti per lo stato dell'Arizona dal 2009 al 2011 e poi ancora dal 2013 al 2017 e nuovamente dal 2019 al 2023.

## Biografia
Nata e cresciuta in Arizona, la Kirkpatrick si laureò in legge all'Università dell'Arizona e svolse la professione di avvocato, specializzandosi nel diritto di famiglia.
Nel 2004 entrò in politica con il Partito Democratico e venne eletta alla Camera dei Rappresentanti. Nel 2007 la Kirkpatrick rassegnò le dimissioni per candidarsi alla Camera dei Rappresentanti nazionale e l'anno successivo riuscì ad essere eletta; durante la campagna elettorale ottenne il supporto dell'allora governatrice Janet Napolitano e della deputata Gabrielle Giffords.
Nel 2010 la Kirkpatrick chiese la rielezione, ma venne sconfitta dall'avversario repubblicano Paul Gosar e dovette abbandonare il Congresso.
Due anni dopo Ann Kirkpatrick decise di ricandidarsi per il suo vecchio seggio contro Gosar, ma questi chiese la rielezione in un altro distretto e così la donna affrontò un altro avversario, Jonathan Paton. Nelle elezioni la Kirkpatrick sconfisse Paton e riuscì a tornare alla Camera.
Riconfermata per un nuovo mandato nel 2014, la Kirkpatrick lasciò nuovamente il seggio nel 2016, quando annunciò la propria candidatura al Senato. La campagna elettorale fu combattuta ma alla fine la Kirkpatrick venne sconfitta dal repubblicano uscente John McCain.
Tornò nuovamente alla Camera nel 2018 e venne riconfermata anche nella tornata elettorale del 2020, per poi annunciare il proprio ritiro dal Congresso al termine del mandato.
Ann Kirkpatrick si configura come democratica liberale ed ha espresso posizioni favorevoli all'aborto.